# Mokoboxane
Mokoboxane est une ville du Botswana.